# 上原茂
- 大正製薬ホールディングス > 上原茂

上原 茂（うえはら しげる、1976年5月5日 - ）は日本の経営者、実業家。大正製薬ホールディングスおよび大正製薬の代表取締役社長。

## 来歴
前代表取締役社長の上原明（当時はNECに勤務）の長男として東京都に生まれる。幼少時より上原正吉（茂にとっては曾祖父）から「4代目」として育てられたという。中学時代にはカナダにホームステイした。
慶應義塾幼稚舎、慶應義塾普通部、慶應義塾高等学校を経て、慶應義塾大学商学部在学中の1998年にダートマス大学に留学した。留学当時は英語がほとんどできなかったが、一年間日本語禁止を課せられ、その結果ほぼネイティブに近いレベルになったという。
慶應義塾大学卒業後、大正製薬に入社するが、直後に大正製薬を休職する形でアメリカの製薬会社であるアボット・ラボラトリーズに入社。薬学についての研修を受けた後に営業職に就き、その後財務コントロールなどの業務も経験した。2004年から2006年まではノースウェスタン大学ケロッグ校に在学。
2006年に大正製薬に復帰し、理事となる。2011年に副社長を経て、2012年6月に父・明の後を継ぎ、大正製薬代表取締役社長に就任した。
2023年1月より横綱審議委員会委員に就任した。
2024年7月、大正製薬ホールディングス代表取締役社長に就任した。

## 親族・親戚
父方の祖父は堀田庄三、母方の祖父は上原昭二、大伯父は土屋義彦である。

## インタビュー
- 「100年企業を次世代へ繋ぐ」【ケロッグビジネススタイルジャパン】